# 1489
Évszázadok: 14. század – 15. század – 16. század
Évtizedek: 1430-as évek – 1440-es évek – 1450-es évek – 1460-as évek – 1470-es évek – 1480-as évek – 1490-es évek – 1500-as évek – 1510-es évek – 1520-as évek – 1530-as évek
Évek: 1484 – 1485 – 1486 – 1487 –  1488 – 1489 – 1490 – 1491 – 1492 – 1493 – 1494

## Események

### Határozott dátumú események
- február 14. – Mátyás elrendeli, hogy az erdélyi országos és hetivásárokon a szász székek és Brassó városa mértékeit (rőf, mázsa, font) használják.
- március 14. – Cornaro Katalin ciprusi királynő átadja királyságát Velencének és ezzel megszűnik a Ciprusi Királyság.
- június 23. – A szabad királyi városok a király felszólítására felesküsznek Corvin Jánosra mint trónörökösre.[1]
- október 13. – Mátyás király a pilisi ciszterci monostornak adja Szentgotthárdon az apátválasztás jogát és ezzel felemeli a hanyatló szentgotthárdi apátságot.

### Határozatlan dátumú események
- március – Mátyás király az osztrák tartományok kormányzását Szapolyai István szepesi grófra bízza.
- tavasz –
  - Corvin János herceg várható királlyá választásáról értesíti sógorát, Alfonz calabriai herceget, akit arra kér, tegyen lépéseket, hogy a nápolyi udvar ne támogassa Beatrix királyné törekvéseit a magyar trónra.[2]
  - Filipec János váradi püspök, titkos kancellár Mátyás megbízásából IV. Kázmér lengyel királlyal tárgyal. (Célja, hogy szövetség jöjjön létre a török ellen, valamint Kázmér és fia, Ulászló cseh király szövetségének felbontása.)
- az év folyamán –
  - Tífusz söpör végig Spanyolországon, a betegség első feltűnése Európában.
  - VIII. Ince pápa megállapodik II. Bajazid szultánnal, hogy éves adó, valamint a keresztre feszített Krisztus testébe szúrt szent lándzsa átadása ellenében a szultán hazájából elmenekült testvérét, a trónkövetelő Dzsem herceget fogságban tartja a Vatikánban.[3]
  - Mátyás Dzsem herceg kiadásáról és egy török elleni hadjárat tervéről tárgyal a pápával, továbbá meghosszabbítja a fegyverszünetet III. Frigyessel.
  - Giovanni Dalmata szobrász irányításával befejeződik a budai várkápolna átépítése.
  - Gian Cristoforo Romano olasz szobrász márvány domborművet készít Mátyásról és feleségéről, Beatrix királynéról.
  - Magyar miniátorok reneszánsz stílusban kidíszítik Nagylaki István bácsi és fehérvári kanonok breviáriumát.[4]
  - Angelo Poliziano olasz humanista 19 könyvet, főként klasszikus alkotásokat küld a magyar királynak.[5]

## Születések
- június 23. – II. Károly (János Amadé) savoyai herceg († 1496).
- július 2. – Thomas Cranmer canterburyi érsek († 1556)[6]
- november 28. – Tudor Margit, VII. Henrik angol király leánya  († 1541).

## Halálozások
- december 24. vagy december 25. – Simon Marmion francia festő, a 15. századi miniatúra-festészet kiemelkedő alakja (* 1425)